# José Ventalló y Vintró
José Ventalló y Vintró (Tarrasa, 1856-Tarrasa, 1919) fue un médico y colaborador de prensa español.

## Biografía
Natural de Tarrasa, era hermano de Pedro Antonio Ventalló y Vintró. Se licenció en Medicina y Cirugía por la Universidad de Granada. Fue redactor en 1874 de la Gaceta de Cataluña y en 1876 fundó y dirigió La revista tarraconense y después, El Tarrasense y La Comarca. Entre 1888 y 1894 residió en Granada, y fue director de los periódicos políticos La Tribuna, La Independencia, La Opinión y La Provincia. Asimismo, fue redactor de La Lealtad, La Reforma, La Publicidad y El Defensor de Granada. Fundó las revistas literarias El mensajero andaluz y La cuaresma política. También colaboró con La Vanguardia.
Publicó en 1879 la obra Tarrasa antigua y moderna, con datos históricos de dicha ciudad desde sus orígenes hasta el año 1860, en la que recibió la visita de Isabel II.
Falleció en 1919.

## Obras
Escribió, entre otras, las siguientes obras:
- Ratos de ocio (1875), con poesías catalanas y castellanas y prólogo de Sanmartín y Aguirre;
- Viaje á Sierra Nevada (1874);
- Tarrasa antigua y moderna (1879), ensayo histórico;
- Estudio crítico-histórico de la antigua ciudad de Egara (1890); y
- Viaje á la nueva Cataluña (1890)